# 로디스 베네딕토
로디스 베네딕토(Lourdes Benedicto, 1974년 11월 12일 ~ )는 미국의 배우다.

## 출연 작품
- 더 나인 (2006)
- 실버 벨스 (2005)
- 파이팅 템테이션스 (2003)
- 테크노 스와핑 (1999)
- 퍼머넌트 미드나잇 (1998)

### 텔레비전
- 브이 1 (2009)
- 도슨의 청춘일기 (1998)
- ER (1994)